# Peucedanum canaliculatum
Peucedanum canaliculatum är en flockblommig växtart som beskrevs av Bernard Verdcourt. Peucedanum canaliculatum ingår i släktet siljor, och familjen flockblommiga växter. Inga underarter finns listade i Catalogue of Life.